# مارغريت جيلر
مارغريت جيلر (بالإنجليزية: Margaret Geller) (و. 1947 – م) هي عالمة فلك، وعالمة فيزياء فلكية، وفيزيائية، وأستاذة جامعية من الولايات المتحدة الأمريكية. ولدت في إثاكا، نيويورك. الأكاديمية الوطنية للعلوم، والأكاديمية الأمريكية للفنون والعلوم.

## التعليم
تعلمت في جامعة برنستون، وجامعة كاليفورنيا، بركلي.

## مناصب وهيئات
أدارت جامعة هارفارد.

## جوائز
حصلت على جوائز منها:
- وسام كارل شفارنسشيلد (2014)
- جائزة ليليانفيلد [الإنجليزية]‏ (2013)
- جائزة المحاضر لهنري نوريس راسيل (2010)
- زمالة ماك آرثر.

## وصلات خارجية
- مارغريت جيلر على موقع IMDb (الإنجليزية)